# Sultane (poule)
Pour l’espèce d’oiseau nommée Poule sultane, voir Talève sultane.
Pour les articles homonymes, voir Sultane.
La sultane est une race de poule domestique, rare en France mais courante en Allemagne, essentiellement élevée pour l'agrément et l'ornement des jardins. Venue de Turquie où elle était appelée "serai-tavuk", c'est-à-dire "poule du Sultan". Il existe une sultane naine mais elle n'est reconnue que dans peu de pays.

## Description
Volaille bonne pondeuse de taille moyenne, son plumage est blanc et abondant, sa huppe est fournie et sa barbe volumineuse. Elle possède des favoris, des plumes aux pattes et cinq doigts.
Elle pond ~70 œufs par an.

### Origine
Créée probablement en Turquie. Les premiers spécimens arrivèrent en Europe de l'Ouest en 1854.

### Standard
- Masse idéale : Coq :  1,5 à 2 kg ; Poule :  1 à 1,5 kg.
- Crête : à cornes (en V).
- Oreillons : cachés par les favoris.
- Couleur des yeux : brun rougeâtre.
- Couleur de la peau : blanche.
- Couleur des tarses : bleus, couleur chair toléré.
- Variétés de plumage : blanc et noir. La variété bleu n'est reconnues qu'aux États-Unis.
- Œufs à couver : min. 53g, coquille blanche.
- Diamètre des bagues : Coq : 18mm ; poule : 16mm.

## Sources
- Le Standard officiel des volailles (Poules, oies, dindons, canards et pintades), édité par la SCAF.